# Табори ГУЛАГу

Мапа розташування концтаборів ГУЛАГу

## Табори, окремі табірні відділи (ТВ) заалфавітом

### А
- Автотранспортний ВТТ Дальбуду
- Азовський ВТТ
- Азовське ТВ
- Акмолінський табір дружин зрадників батьківщини
- Актюбінський ВТТ
- Алданський ВТТ (Алданлаг)
- Алданбуд
- Аллуайвське будівництво та ВТТ (Аллуайвбуд)
- Алтайський ВТТ (Алтайлаг)
- Амгуньський ВТТ (Амгуньлаг)
- Амурський ВТТ (Амурлаг (1947—1953))
- Амурський залізничний ВТТ (Амурлаг (1938—1941))
- Ангарський ВТТ
- Ангренський ВТТ
- Аралічевський ВТТ
- Архангельський ВТТ
- Архангельський пересильний пункт ОГПУ
- Астраханський ВТТ
- Ахтубінський ВТТ
- Ахунський ВТТ (Ахунлаг)

### Б
- Баженовський ВТТ
- Байдарський ВТТ
- Байкало-Амурський ВТТ (Бамлаг)
- Бакальський ВТТ
- Баковський ВТТ
- Балаганське ТВ
- Балахнінський ВТТ
- Балейський ВТТ
- Барашевський ВТТ та Промкомбінат ГУЛАГу (Барашевлаг)
- Безім'янський ВТТ
- Білогорський ВТТ
- Білокоровицький табір ОВТК НКВС БРСР
- Біломорсько-Балтійський ВТТ
- Біломорбуд та ВТТ
- Білоріченський ВТТ
- Береговий Табір (Берлаг)
- Березніковський ВТТ
- Березовський ВТТ
- Березовський ВТТ Північного Упр. ГУЛЖДС
- Бескудніковське спеціальне ТВ
- Бірський ВТТ
- Бобровське ТВ
- Богословський ВТТ та будівництво алюмінієвого заводу
- Бодайбінський ВТТ
- Борський ВТТ (Борлаг)
- Братський ВТТ й Тайшетське будівництво
- Будівельно-експлуатаційне управління 11 і ВТТ
- Будівництво 6 і ВТТ
- Будівництво 16 і ВТТ
- Будівництво 18 і ВТТ
- Будівництво 90 і ВТТ
- Будівництво 105 і ВТТ
- Будівництво 106 і ВТТ
- Будівництво 108 і ВТТ
- Будівництво 159 і ВТТ
- Будівництво 201 і ВТТ
- Будівництво 210 і ВТТ
- Будівництво 211 і ВТТ
- Будівництво 213 і ВТТ
- Будівництво 247 і ВТТ
- Будівництво 258 і ВТТ
- Будівництво 263 і ВТТ
- Будівництво 304 і ВТТ
- Будівництво 313 і ВТТ
- Будівництво 352 і ВТТ
- Будівництво 384 і ВТТ
- Будівництво 442 і ВТТ
- Будівництво 447 і ВТТ
- Будівництво 462 і ВТТ
- Будівництво 496 і ВТТ
- Будівництво 500 і ВТТ
- Будівництво 505 і ВТТ ГУЛЖДС
- Будівництво 505 і ВТТ ГУЛПС
- Будівництво 506 і ВТТ
- Будівництво 507 і ВТТ
- Будівництво 508 і ВТТ
- Будівництво 509 і ВТТ
- Будівництво 510 і ВТТ
- Будівництво 511 і ВТТ
- Будівництво 513 і ВТТ
- Будівництво 514 і ВТТ
- Будівництво 514 і ВТТ ГУЛЖДС
- Будівництво 560 і ВТТ
- Будівництво 565 і ВТТ
- Будівництво 585 і ВТТ
- Будівництво 600 і ВТТ
- Будівництво 601 і ВТТ
- Будівництво 612 і ВТТ
- Будівництво 620 і ВТТ
- Будівництво 621 і ВТТ
- Будівництво 665 і ВТТ
- Будівництво 713 і ВТТ
- Будівництво 730 і ВТТ
- Будівництво 770 і ВТТ
- Будівництво 790 і ВТТ
- Будівництво 791 і ВТТ
- Будівництво 833 і ВТТ
- Будівництво 855 і ВТТ
- Будівництво 859 і ВТТ
- Будівництво 865 і ВТТ
- Будівництво 880 і ВТТ
- Будівництво 881 і ВТТ
- Будівництво 882 і ВТТ
- Будівництво 883 і ВТТ
- Будівництво 885 і ВТТ
- Будівництво 896 і ВТТ
- Будівництво 904 і ВТТ
- Будівництво 907 і ВТТ
- Будівництво 915 і ВТТ
- Будівництво 940 і ВТТ
- Будівництво 994 і ВТТ
- Будівництво 1001 і ВТТ
- Будівництво 1418 і ВТТ
- Будівництво ГУШОСДОР МВС №1 і ВТТ
- Будівництво ГУШОСДОР МВС №2 і ВТТ
- Будівництво ГУШОСДОР МВС №3 і ВТТ
- Будівництво ГУШОСДОР МВС №4 і ВТТ
- Будівництво ГУШОСДОР МВС №5 і ВТТ
- Будівництво ГУШОСДОР МВС №6 і ВТТ
- Будівництво ГУШОСДОР МВС №7 і ВТТ
- Будівництво ГУШОСДОР МВС №8 і ВТТ
- Будівництво ГУШОСДОР МВС №17 і ВТТ
- Будівництво ГУШОСДОР МВС №19 і ВТТ
- Будівництво ГУШОСДОР НКВС №1 і ВТТ
- Будівництво ГУШОСДОР НКВС №2 і ВТТ
- Будівництво ГУШОСДОР НКВС №3 і ВТТ
- Будівництво ГУШОСДОР НКВС №4 і ВТТ
- Букачачинський ВТТ
- Буреїнський ВТТ
- Буреполомський ВТТ

### В
- Вайгачська експедиція ОГПУ
- Ванінський ВТТ Дальбуду
- Ванінський транзитно-пересильний табір
- Варнавинський ВТТ
- Верхньо-Іжемський ВТТ
- Верхньо-Салдінський ВТТ
- Ветлузький ВТТ
- Вишерський ВТТ
- Владивостоцький ВТТ (Владлаг)
- Владивостоцький пересильний пункт Дальбуду
- Водороздільний табір
- Волго-Балтійський ВТТ
- Волзький залізничний ВТТ
- Волзький ВТТ та будівництво гідротехнічних вузлів
- Волзький ВТТ МВД
- Воркутинський ВТТ
- Воронінський ВТТ
- Ворошилівське ТВ (ТВ Ворошилівського заводу)
- Витегорський ВТТ
- Витегорський ВТТ НКВС
- ВТТ Афінажного заводу N 169
- ВТТ «АШ»
- ВТТ Берелехського районного геологорозвідувального управління Дальбуду
- ВТТ «БЖ»
- ВТТ Волгобуду
- ВТТ «ВЧ»
- ВТТ «ГА»
- ВТТ «ГБ»
- ВТТ Дмитровського механічного заводу
- ВТТ «ДС» Єнісейбуду
- ВТТ «ДТ»
- ВТТ «ДЮ»
- ВТТ «ЕЛ»
- ВТТ «ЕМ»
- ВТТ «ЕН»
- ВТТ «Промжитлобуд» Дальбуду
- ВТТ Управління шосейних доріг Дальбуду
- Вяземський ВТТ
- Вяртсильський ВТТ
- Вятський ВТТ

### Г
- Гагарінське ТВ
- Гдовський ВТТ
- Глазовське ТВ
- Горношорський ВТТ
- Гірський табір (Горлаг)
- Городське ТВ
- Гранітний ВТТ та спеціальне Управління будівництва 505
- Гур'євський ВТТ
- Гусино-Озерський ВТТ

### Д
- Далеко-Східний ВТТ
- Далекий Табір
- Дарасунське ТВ
- Джезказганський ВТТ
- Джидинський ВТТ
- Джугджурський ВТТ (Джугджурлаг)
- Дмитровський ВТТ (Дмитровлаг)
- Донлаг
- Дорожний ВТТ Дальбуду (Дорлаг)
- Дубогорське ТВ
- Дубравний табір (Дубравлаг)

### Ж
- Жигалівське ТВ

### З
- Заімандрівський ВТТ
- Заполярний ВТТ і будівництво 301
- Заполярний ВТТ і будівництво 503
- Західний ВТТ Дальбуду (Заплаг)
- Західний залізничний ВТТ
- Зирянлаг (ВТТ Колимо-Індігірського річного пароплавства)

### І
- Івдельський ВТТ
- Ілімський Спеціальний ВТТ
- Індігірський ВТТ Дальбуду (Індігірлаг)
- Інтинський ВТТ

### К
- Казахстанський ВТТ ОГПУ
- Калацький ВТТ
- Калузький ВТТ
- Каменський ВТТ
- Камишовий табір
- Кандалакшинський ВТТ
- Карагандажитлобуд і ВТТ
- Карагандинський ВТТ (Карлаг)
- Каракумський ВТТ
- Каргопольський ВТТ (Каргопольлаг)
- Каспійський ВТТ
- Кексгольмський ВТТ
- Кемеровожитлобуд і ВТТ
- Кіровлаг
- Кізеловський ВТТ
- Кімперсайський ВТТ
- Китойський ВТТ
- Ключевський ВТТ (Ключевлаг)
- Ковровський ВТТ
- Кокшинський ВТТ
- Кольський ВТТ і Особливе будівництво 33
- Косланський ВТТ
- Косьвінський ВТТ
- Котласький відділ ГУЛЖДС
- Котласький пересильно-перевалочний пункт ГУЛАГу
- Котласький сільськогосподарський ВТТ
- Котлаське сільськогосподарське ТВ
- Кочкарське ТВ
- Красногорський ВТТ
- Красноярський ВТТ
- Красноярське будівництво та ВТТ Єнісейбуду
- Красноярське Управління Спеціального будівництва та ВТТ п/с 138
- Кузбаський ВТТ
- Кузнецький ВТТ
- Кулойський ВТТ
- Кунгурський ВТТ
- Кунєєвський ВТТ
- Кур'янівський ВТТ
- Кусьїнський ВТТ

### Л
- Ліковський ВТТ і будівництво 204 (Ліковлаг)
- ТВ Нижньо-Індигірського районного геологорозвідувального управління Дальбуду (ТВ Ожогіно)
- ТВ при колгоспі ім. Сакко і Ванцетті (Чердаклаг)
- ТВ Центральної лікарні Дальбуду
- Лобвинський ВТТ
- Локчимський ВТТ
- Луговий табір (Луглаг)
- Лузький ВТТ та будівництво 200
- Лисогорське ТВ

### М
- Магаданський ВТТ (Маглаг)
- Майкаїнське ТВ
- Макаровське ТВ
- Марійський ВТТ
- Марковський ВТТ
- Мартинівський ВТТ
- Маткожненське будівництво та ВТТ
- Медвеж'єгорський оздоровчий табір
- Мехрензький ВТТ
- Мінеєвське ТВ ГоспУ МВС
- Мінеральний табір
- Мінусинське ТВ СГУ
- Молотовський ВТТ
- Мончегорський ВТТ та будівництво комбінату «Сєверонікель»
- Московський лісозаготівельний ВТТ
- Московсько-вугільний ВТТ
- Мостовське ТВ

### Н
- Немнирський ВТТ (Немнирлаг)
- Нерчинський ВТТ (Нерчинлаг)
- Нерчинське ТВ
- Нафтобудлаг
- Нижньогородський ВТТ
- Нижньо-Амурський ВТТ
- Нижньо-Волзький ВТТ
- Нижньо-Донський ВТТ
- Ново-Тамбовський ВТТ (Новотамбовлаг)
- Норильский ВТТ (Норильлаг)
- Ниробський ВТТ

### О
- Обський ВТТ
- Обський ВТТ та будівництво 501
- Озерний табір (Озерлаг)
- ОЛП будівництва № 1 ГУЛАГу НКВС СРСР
- Ольховський оздоровчий табір
- Омський ВТТ та будівництво 166
- Омсукчанський ВТТ Дальбуду
- Онезький ВТТ
- Опокський ВТТ
- Орловський ВТТ
- Островське ТВ

### П
- Павловське ТВ
- Павлодарський ВТТ
- Панінське ТВ
- Перевальний ВТТ
- Піщаний табір (Пєсчанлаг)
- Печорський ВТТ
- Південно-Східний залізничний ВТТ
- Південно-Західне гірничопромислове управління та ВТТ Єнісейбуду
- Південно-Західний ВТТ Дальбуду
- Південно-Кузбаський ВТТ
- Південний ВТТ
- Південний ВТТ при будівництві 505 ГУЛЖДС
- Північне Управління ВТТ та будівництво 503
- Північні табори ОГПУ особого призначення
- Північний залізничний ВТТ
- Північний ВТТ Дальбуду (Сєвлаг)
- Північно-Східний ВТТ
- Північно-Двінський ВТТ
- Північно-Кузбаський ВТТ
- Північно-Печорський ВТТ
- Північно-Уральський ВТТ
- Підгорний ВТТ
- Підлісне ТВ
- Подольський ВТТ
- Полянський ВТТ
- Пониський ВТТ
- Приволзький ВТТ
- Прикаспійський ВТТ та будівництво 107
- Приморський залізничний ВТТ та будівництво 206
- Приморський ВТТ
- Приморський ВТТ Дальбуду
- Приморський район Дальбуду
- Прорвінський ВТТ
- Пудожгорський ВТТ
- Пудожське ВТ

### Р
- Райчихінський ВТТ
- Річний табір
- Рудбакалбуд і ВТТ
- Рибінський ВТТ

### С
- Самарський ВТТ та будівництво Куйбишевського гідровузла
- Саранський ВТТ та будівництво ГУЛЖДС
- Саратовський ВТТ
- Саратовський ВТТ ГУЛЖДС
- Саровський ВТТ
- Саровський особливий карантинний табір ОГПУ
- Сахалінський ВТТ (Сахалінлаг)
- Свірський ВТТ
- Свіяжське ТВ
- Свободненський ВТТ (Свободлаг)
- Сегезький ВТТ
- Селенгінський ВТТ
- Сибірський ВТТ
- Солікамський ВТТ
- Солікамський оздоровчий табір
- Соловецький табір особливого призначення (С.Л.О.Н)
- Сорокський ВТТ
- Сосновський ВТТ
- Середньоазійський ВТТ
- Середньо-Бєльський ВТТ
- Сталінградський ВТТ
- Старосільське ТВ
- Степний табір (Степлаг)
- Степнякське ТВ
- Суходольське ТВ
- Східно-свинцеве Управління та ВТТ Єнісейбуду
- Східно-Уральський ВТТ
- Східний залізничний ВТТ
- Східний ВТТ у складі Будівництва 500
- Сизранський ВТТ

### Т
- Тавдинський ВТТ
- Тагільський ВТТ
- Тайгове гірничопромислове управління та ВТТ Єнісейбуду
- Тайговий ВТТ
- Тайшетський ВТТ ГУЛАГу
- Тайшетський ВТТ ГУЛЖДС
- Тайшетський ВТТ
- Тасєєвський ВТТ
- Тахтамигдінське ТВ
- Темніковський ВТТ
- Тенькинський ВТТ Дальбуду
- Тихвінський ВТТ
- Томський ВТТ
- Томсько-Асіновський ВТТ
- Том-Усинський ВТТ
- Транзитне ТВ Дальбуду
- Тугачинський ВТТ
- Туїмське гірничопромислове управління та ВТТ Єнісейбуду
- Туймазінський ВТТ
- Тирниаузький комбінат та ВТТ

### У
- Уленське гірничопромислове управління та ВТТ
- Ульмінський ВТТ
- Умальтинський ВТТ
- Унженський ВТТ
- Уральський ВТТ
- Ургальський ВТТ та будівництво ГУЛЖДС
- Усольський ВТТ
- Усольський ВТТ СГУ
- Усть-Боровський ВТТ
- Усть-Вимський ВТТ ОГПУ
- Усть-Вимський ВТТ
- Усть-Кутський ВТТ і перевалочна база Дальбуду
- Усть-Кутське ТВ
- Ухтинська експедиція ОГПУ
- Ухтинсько-Печорський ВТТ
- Ухто-Іжемський ВТТ

### Х
- Хабаровський ВТТ (Хабарлаг)
- Хакаський ВТТ
- Хакаський ВТТ УВТТК УМВС по Красноярському краю
- Хакаське ТВ
- Хімкинський ОЛП

### Ц
- Цимлянський ВТТ

### Ч
- Чапаєвський ВТТ
- Чаунський ВТТ Дальбуду
- Чаун-Чукотський ВТТ Дальбуду
- Чебоксарський ВТТ
- Челябінський ВТТ
- Череповецький ВТТ
- Чорногорський ВТТ
- Чорногорський спеціальний ВТТ
- Чорноісточинський ВТТ
- Чистюньзький оздоровчий табір (Чистюньлаг)
- Чукотський ВТТ Дальбуду

### Ш
- Шахтинський ВТТ
- Шекснінський ВТТ ГУЛГТС
- Шекснінський ВТТ МВС
- Широковський ВТТ
- Шосдорлаг

### Щ
- Щугорський ВТТ

### Є
- Єнісейський ВТТ СГУ
- Єнісейський ВТТ
- Єнісейський ВТТ та будівництво 503
- Йонське будівництво та ВТТ
- Єрмаківське ТВ

### Ю
- Югорський ВТТ та будівництво 300

### Я
- Ягринський ВТТ та будівництво 203
- Янський ВТТ Дальбуду
- Янське гірничопромислове управління та ВТТ Дальбуду
- Янський будівничий ВТТ